# 窟窿山站
窟窿山站是一个锦承线上的铁路车站，位于辽宁省北票市窟窿山，建于1924年，目前为五等站，邮政编码为122114。目前客运：办理旅客乘降；不办理行李、包裹托运；不办理货运营业。